# Sicyopus exallisquamulus
Sicyopus exallisquamulus är en fiskart som beskrevs av Watson och Maurice Kottelat 2006. Sicyopus exallisquamulus ingår i släktet Sicyopus och familjen smörbultsfiskar. Inga underarter finns listade i Catalogue of Life.